# The Cheetah Girls
The Cheetah Girls is een Disney Channel Original Movie uit 2003 onder regie van Oz Scott. De film is gebaseerd op een boekenreeks van Deborah Gregory.

## Verhaal
Een meidengroep wil graag ontdekt worden, zodat ze kunnen genieten van een luxe sterrenleventje. Het lukt de tieners een platencontract te sluiten, maar ze komen al snel in de problemen.

## Rolverdeling
| Acteur          | Personage          |
| --------------- | ------------------ |
| Raven-Symoné    | Galleria Garibaldi |
| Adrienne Bailon | Chanel Simmons     |
| Kiely Williams  | Aquanetta Walker   |
| Sabrina Bryan   | Dorinda Thomas     |
| Kyle Schmid     | Derek              |
| Lynn Whitfield  | Dorothea           |

## Populariteit
Door de populariteit van de film hebben de actrices Adrienne Bailon, Kiely Williams en Sabrina Bryan ook hun eigen meidengroep gevormd. Deze noemden ze ook The Cheetah Girls. Actrice Raven-Symoné deed hier niet aan mee. Raven wilde niet dat mensen haar met haar karakter in de film zouden verwarren. Ze was toen ook bezig met haar eigen serie, "That's So Raven", en met een tour.
Er zijn ook drie soundtracks uitgebracht (The Cheetah Girls, The Cheetah Girls 2: When In Spain en The Cheetah Girls 3: One World). Op 25 augustus 2006 kwam de tweede film uit en op 22 augustus 2008 komt de derde film uit. Tevens werd er een The Cheetah Girls Sitcom gemaakt. Er werden slechts vier afleveringen gemaakt, die overigens nooit zijn uitgebracht.
In 2005 werd de film uitgekozen als de Beste Disney Channel Original Movie.

## Liedjes
Dit is een lijst van de liedjes die in de film voorkomen en op hun album staan.
1. Together We Can
2. Girlfriend
3. Cinderella
4. Breakthrough
5. Girl Power
6. End Of The Line
7. C'mon
8. Cheetah Sisters

## Trivia
- De muziek van het nummer Cinderella is ook gebruikt in het nummer 半糖主義 (Ban Tang Zhu Yi) gezongen door de Taiwanese band S.H.E.